# Jan Hendrix

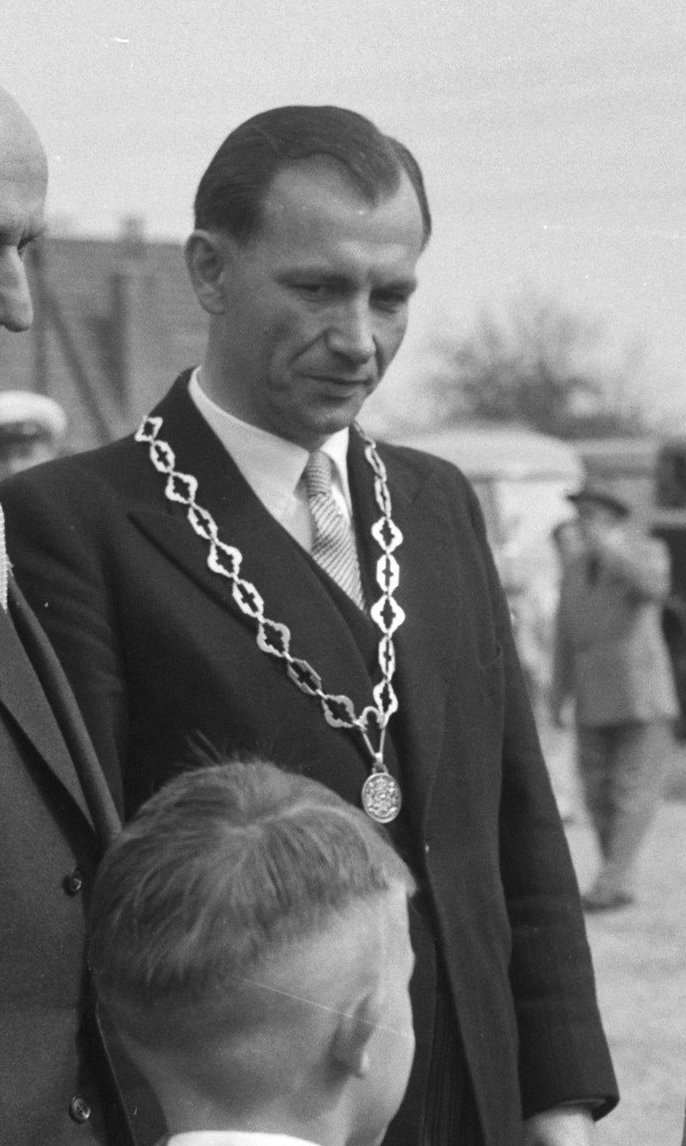
Burgemeester J.Th. Hendrix (1956)

Johannes Theodorus (Jan) Hendrix (Tegelen, 15 augustus 1918 – Steyl, 12 augustus 2001) was een Nederlands politicus van de KVP.
Hij was van 1934 tot 1946 werkzaam bij de gemeentesecretarie van Tegelen en in dat laatste jaar werd hij de gemeentesecretaris van Heythuysen. In juni 1953 werd Hendrix benoemd tot burgemeester van Mook en Middelaar. In 1963 kwam hij landelijk in het nieuws toen hij bij een expositie vier pentekeningen liet verwijderen die geïnspireerd waren op het thema 'Eros' omdat ze te kwetsend zouden zijn voor de Noord-Limburgse bevolking. In juli 1967 volgde zijn benoeming tot burgemeester van Beesel. Daarnaast was Hendrix in 1981 nog enige tijd waarnemend burgemeester van Herten. In 1983 ging hij met pensioen en in 2001 overleed hij op 82-jarige leeftijd. In Beesel is het Burgemeester Hendrixhof naar hem vernoemd.